# Tesco
51°42′18.89″ пн. ш. 0°1′36.37″ зх. д. / 51.7052472° пн. ш. 0.0267694° зх. д.
Tesco PLC — британська транснаціональна корпорація, основним напрямом діяльності якої є продаж продуктів і товарів загального вжитку. Штаб-квартира компанії — у Чесханті, Велика Британія. Це третій за валовим доход рітейлер у світі (після Walmart і Carrefour) і другий за чистим прибутком (після Wal-Mart). Компанія має магазини в 14 країнах Азії, Європи та Північної Америки і є лідером продуктового ринку у Великій Британії (де вона має частку ринку близько 30 %), Малайзії, Ірландії і Таїланду.
Назва «Tesco» вперше з'явився в 1924 році, після того, як Коен придбав партію чаю у компанії T.E. Stockwell і об'єднав ініціали з першими двома букви свого прізвища (Cohen). Перший магазин Tesco був відкритий у 1929 році в графстві Міддлсекс, що в Північному Лондоні. Його бізнес швидко розвивався, і до 1939 року у нього було більше 100 магазинів Tesco по всій країні.
На початку своєї діяльності компанія була представлена лише у сегменті продуктових магазинів, проте з початку 1990-х років стратегія Tesco дещо змінилась: її бізнес став більшою мірою диверсифікований географічно і в таких областях, як роздрібна торгівля книгами, одягом, електронікою, меблями, бензином і програмним забезпеченням; фінансові послуги; телекомунікаційні та Інтернет-послуги; завантаження музики. Внаслідок цього кількість магазинів зросла із 500 в середині 1990-х до 2500 п'ятнадцять років потому.
Акції Tesco котируються на Лондонській фондовій біржі і є складовою індекс FTSE 100. Компанія мала ринкову капіталізацію близько £ 24,4 мільярди (станом на 15 січня 2012 року) та займала 15-е місце за величиною на Лондонській фондовій біржі.

## Історія компанії
Джек Коен почав продавати продукти з прилавку в лондонському Іст-Енді в 1919 році. Після Першої світової війни він був демобілізований з армії. Отримані належні в такому випадку кошти він використав, щоб купити акції. В кінці першого дня торгів Джек Коен отримав прибуток в £ 1 з продажу £ 4.
1929 Джек Коен відкрив перший магазин Tesco на півночі Лондона. У магазині продавались бакалійні товари, а також перший марочний продукт, який, що не дивно, був Tesco чай.
1934 Джек Коен купив ділянку землі на півночі Лондона, щоб побудувати новий офіс і склад. Це був перший сучасний склад продовольства в країні, на ньому були введені нові ідеї для управління запасами.
1930-і Джек Коен розширює бізнес, скуповуючи магазини у передмісті Лондона.
1947 Tesco Stores (холдинг) був розміщений на Лондонській фондовій біржі, ціна акцій становила усього 25 пенсів.
1948 Джек Коен після відвідування Північної Америки вирішив змінити формат магазинів, запровадивши самообслуговування. Перший з цих нових магазинів був відкритий в Сент-Олбанс, Гартфордшир та отримав двоякі відгуки клієнтів.
1955 Компанія придбала 19 магазинів Burnards. У період з 1955 по 1960 рік було придбано більше 500 нових магазинів.
1958 Перший супермаркет був відкритий в Ессексі. У магазині вперше з'явилися продавці-консультанти у відділі сиру, масла і м'яса.
1960 Компанія почала продавати предмети домашнього вжитку та одяг в магазинах по усій Великій Британії. У тому ж році було придбано 212 магазинів Irwin на півночі Англії.
1968 Вперше був використаний термін «Супермаркет», коли Tesco відкрила магазин у Кроулі, Західний Сассекс. Його площа становила 40000 квадратних футів, там продавались продовольчі і непродовольчі товари. У тому ж році, була придбана мережа магазинів Victor Value.

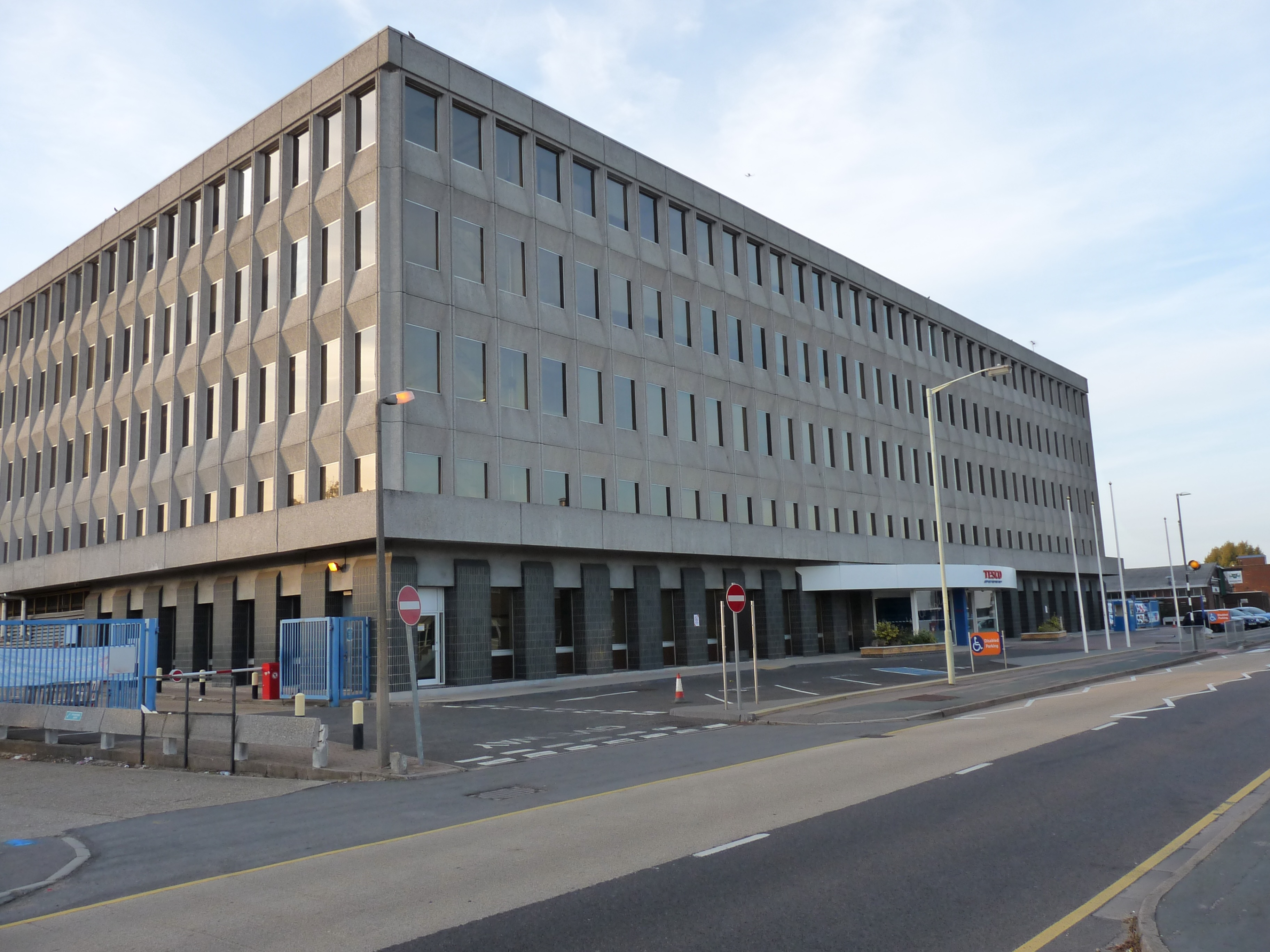
New Tesco House, штаб-квартира компанії у Чесханті

1973 Був відкритий новий офіс у Чесханті, названий New Tesco House. Тут тепер знаходиться штаб-квартира компанії.
1979 Засновник компанії, Джек Коен, помер.
1982 У компанії впровадили перші комп'ютери.
1994 У Лондоні відкрито перші два магазини невеликого формату Tesco Express. За дуже короткий час було відкрито ще 13.
1995 Компанія увійшла на угорський ринок шляхом придбання 26 магазинів мережі роздрібної торгівлі S-Market на північному заході Угорщини. Це був перший міжнародний бізнес Tesco.
1996 Магазини у Великій Британії перейшли на 24-годинний режим роботи. Компанія увійшла на ринок Чехії, придбавши мережу K-Mart Stores, а також на словацький ринок, придбавши сім супермаркетів K-Mart Stores.
1997 Tesco відкрила перший магазин формату гіпермаркет Tesco Extra у графстві Ессекс. Відкрито напрямок фінансового бізнесу Tesco Personal Finance. Компанія вийшла на польський ринок шляхом придбання 31 магазинів Savia на півдні країни, які належали нинішньому генеральному директору Tesco Polska Ришарду Томашевському. Tesco увійшла в ірландський ринок придбанням компанії Associated British Foods і її дочірніх компаній.
1998 Компанія вийшла на таїландський ринок під торговою маркою Tesco Lotus.
1999 В партнерстві із Samsung розпочато бізнес у Південній Кореї, діючи під маркою Homeplus. Зараз мережа налічує 450 магазинів, складається з великих гіпермаркетів і невеликих магазинів Express.
2002 Компанія вийшла на малайзійський ринок, відтоді відкрито 45 магазинів по всій країні із загальною площею майже 4 млн квадратних футів. Tesco працює в партнерстві з місцевою компанією Sime Darby, яка має 30 % частку в бізнесі. У тому ж році компанія придбала другу за величиною у Великій Британії мережу невеликих магазинів One Stop.
2003 Tesco вийшла на турецький ринок шляхом придбання п'яти магазинах Kipa. Також компанія почала бізнес у Японії, проте у серпні 2011 року було прийнято рішення про продаж японського підрозділу.
2004 Компанія увійшла в Китай, створивши мережу з понад 100 магазинів по всій країні уздовж східного узбережжя.
2007 Tesco вийшла на ринок США під назвою Fresh & Easy, відкрито магазини в південній Каліфорнії, Арізоні і Неваді. Сьогодні працює майже 200 магазинів.
2008 Компанія придбала 36 гіпермаркетів Homever в Південній Кореї. Tesco вийшла на індійський ринок, створивши оптовий бізнес та підписавши ексклюзивний договір франшизи з групою Tata, яка є оператором гіпермаркетів Star Bazaar.
2010 Tesco відкрила перший супермаркет в світі з нульовим викидом вуглецю в графстві Кембріджшир.
2011 Компанія відкрила перший супермаркет в Азії з нульовим викидом вуглецю — в Таїланді.

## Tesco у світі

### Європа

#### Чехія

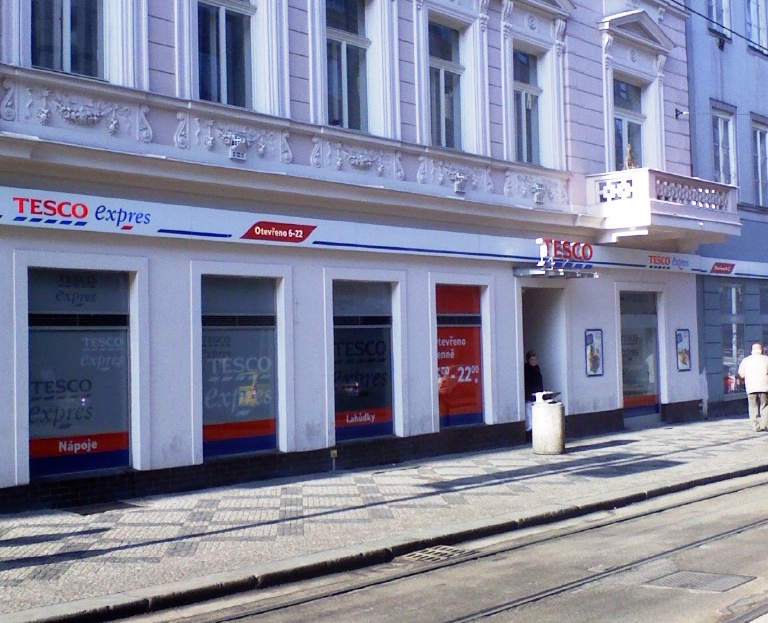
Теско Експрес, Прага

Перший магазин Tesco у Чехії був відкритий у 1996 році і зараз мережа налічує понад 84 магазини. Tesco відкрила свої перші магазини в Чехії, викупивши магазини американської корпорації Kmart. Tesco зацікавлена у збільшенні продажів непродовольчих товарів, для цього вже відкрила АЗС і пропонує персональні фінансові послуги у Чехії. Станом на початок 2013 року мережа Tesco у Чехії налічує вісім магазинів у форматі гіпермаркет «Tesco Extra» — три у Празі, дві у Пльзені, по одному у Брно, Млада-Болеслав, Острава та Турнові.

#### Польща
Tesco вступив на польський ринок у 1995 році, перший магазин був відкритий 18 листопада 1998 року у Вроцлаві. В даний час польська мережа налічує понад 300 магазинів (наприкінці 2017 було 450), в яких працює понад 30 тис. працівників. Tesco Polska sp z o.o. пропонує споживачам продукти власної фірмової лінії, а також регіональні продукти, бензин, фінансові послуги та онлайн-друк фотографій. У серпні 2008 року Tesco відкрила перший магазин формату «Tesco Extra» (гіпермаркет) у Ченстохові, на початок 2013 року на території Польщі їх вже було 16. У 2018—2019 з метою оптимізації мережі закрито 100 з 450 магазинів, у 1 половині 2019 — ще 40. Тож замість 450 нині працює близько 300 магазинів.

#### Словаччина
У Словаччині перший магазин Tesco був відкритий в 1996 році в рамках кампанії міжнародної експансії. В даний час тут працює понад 130 магазинів. TESCO STORES SR, a.s. останнім часом приділяє особливу увагу органічним продуктам. У квітні 2010 року у Братиславі відкритий перший «Tesco Extra» в Центральній Європі, на початок 2013 року в країні є вісім таких магазинів. Також у Словаччині в рамках пілотного проекту Tesco в регіоні відкриті перші каси самообслуговування в Центральній Європі. У 2010 році відкрито перший магазин формату «Tesco Express» — магазин біля дому, зараз їх понад 30. У Словаччині працює мобільна мережа «Tesco Mobile», а також мережа автозаправних станцій.

## Цікавий факт
Першим продуктом під брендом Tesco був чай.